# رقص آشفته
رقص آشفته نام یکی از آلبوم‌های منتشر شده با صدای ایرج بسطامی و آهنگ سازی حسین پرنیا و نوازندگی گروه همایون بوده و در آواز ابوعطا، دستگاه شور، دستگاه چهارگاه و دستگاه همایون اجرا شده‌است.
اشعار این مجموعه از سروده‌های هما میرافشار و نیما یوشیج است. تصنیف گل‌پونه‌ها در این آلبوم یکی از زیباترین و معروف‌ترین آثار ایرج بسطامی است که به خصوص بعد از وفات او طی حادثه زلزله بم در ۵ دی سال ۱۳۸۲ آوازه‌ای ملی یافت. نسخه اصلی و استودیویی این تصنیف در همین آلبوم و نسخه‌های کوتاه‌تر مربوط به اجراهای زنده در آلبوم‌های حال آشفته و کنسرت گل‌پونه‌ها ۱ منتشر شده‌است.

## شرح

### هنرمندان
- ایرج بسطامی: آواز
- حسین پرنیا: آهنگ سازی، تنظیم و سرپرستی گروه
- اجرای گروه همایون:

1. حسین پرنیا: سنتور
2. حسن ناهید: نی
3. سیامک رئوفی: ویولون، کمانچه، آلتو
4. سیامک نعمت ناصر: تار
5. محمود فرهمند: تنبک
6. سیاوش ظهیرالدینی: آلتو
7. مازیار ظهیرالدینی: ویلن
8. هادی آزرم: ویلن
9. کریم قربانی: ویلنسل
10. شهاب قاسمی: دف
11. علی تفرشی و سودابه شمس: گروه کر

### فهرست آهنگ‌ها
- آهنگ ساز قطعات این آلبوم حسین پرنیا می‌باشد.

1. تصنیف همه دردم (شعر رضی الدین آرتیمانی)
2. قطعه رقص آشفته (تک نوازی سنتور، تک نواز: حسین پرنیا)
3. تصنیف گل‌پونه‌ها (شعر هما میر افشار)
4. قطعهٔ نوشانوش (گروه نوازی)
5. تصنیف حریر مهتاب (شعر علیرضا اخلاقی)
6. تصنیف شباهنگام (شعر نیما یوشیج)
7. ساز و آواز (شعر حافظ شیرازی، به همراه سنتور نوازی حسین پرنیا)
8. تصنیف هستی من (شعر هما میر افشار)
9. تصنیف رشته مهر (شعر هما میر افشار)
10. تصنیف چه دل‌ها (شعر سعدی شیرازی)

### اشعار به کار رفته
- متن تصنیف همه دردم

| همه دردم همه داغم همه عشقم همه سوزم   |  | همه در هم گذرد هر مه و سال و شب و روزم     |
| وصل و هجرم شده یکسان همه از دولت عشقت |  | چه بخندم چه بگریم چه بسازم چه بسوزم        |
| گفتنی نیست که گویم ز فراقت به چه حالم |  | حیف و صد حیف که دور از تو ندانی به چه روزم |

رضی الدین آرتیمانی
- متن تصنیف گل پونه‌ها

| گل‌پونه‌های وحشی دشت امیدم، وقت سحر شد |  | خاموشی شب رفت و فردایی دگر شد  |
| من مانده‌ام تنهای تنها                |  | من مانده‌ام تنها میان سیل غم ها |
| گل‌پونه‌ها، نامهربانی آتشم زد          |  | گل‌پونه‌ها، بی همزبانی آتشم زد   |
| می‌خواهم اکنون تا سحرگاهان بخوانم     |  | افسرده‌ام، دیوانه‌ام، آزرده جانم |

هما میر افشار
- متن تصنیف حریر مهتاب

| دیدمت در حریری زمهتاب سرد و خاموش خفته بودی      |  | یادم آمد که در صبح دیدار از غروبی چنین گفته بودی  |
| در دو چشمت طلوعی نهان بود، چون ستاره می‌دمیدی     |  | در شب بهت ویرانی من، قصه‌های مرا از سر شوق می‌شنیدی |
| بی شکیبم بی قرارم سر بپاهای جنون می‌گذارم         |  | بی شکیبم بی قرارم دل به دریای تو می‌سپارم          |
| در بهاری که بی تو خزان شد، باورم شد دگر نیستی تو |  | خود نگفتی که من هم بدانم، کیستی تو، چیستی تو      |

علیرضا اخلاقی
- متن تصنیف هستی من

| از من ای هستی من دور مشو |  | می من مستی من دور مشو      |
| رشته عمر منی جان منی     |  | عشق من دین من ایمان منی    |
| تار و پود دل بیمار تویی  |  | خواب و بیداری و پندار تویی |
| گرچه همچون خم می در جوشم |  | خون دل می‌خورم و خاموشم     |

هما میر افشار
- متن تصنیف رشته مهر

| رشته مهر تو شد زنجیرم   |  | گر جدا از تو شوم می‌میرم    |
| پس مرا یکه و تنها مگذار |  | مست و افتاده و از پا مگذار |

هما میر افشار
- متن تصنیف چه دل‌ها

| چه دل‌ها بردی ای ساقی |  | ز ساق فتنه انگیزت |
| دریغا بوسه چندی بر   |  | زنخدان دلاویزت    |
| دگر رغبت کجا ماند    |  | کسی را سوی هشیاری |
| چو بیند دست در آغوش  |  | مستان سحر خیزت    |

سعدی شیرازی